# عماریه
عماریه (زنگشاه محله، زنگشامحله ،زنگیشامحله) یا عروس محله، روستایی از توابع بخش مرکزی شهرستان تنکابن در استان مازندران کشور ایران است.

## جغرافیا
این روستا به فاصله ۳ کیلومتری سمت جنوب تنکابن قرار داشته و از چند پارچه محله، پایین و بالا محله، مسلم آباد، قنبرآباد تشکیل شده است. روستای بزرگ زنگیشامحله از سمت شمال و شمالغرب به طیب‌محله و خوبان‌ رزگاه، از سمت غرب به خلخال محله جدید، از سمت جنوب به صوفی‌محله و از سمت شرق مشرف به رودخانه چشمه‌کیله میباشد.
این روستا بر سر راه مناطق ییلاقی معروف همچون دوهزار و سه‌هزار قرار دارد.

## جمعیت و امکانات
این ابر روستا با نام اصلی #زنگیشامحله یا #زنگشامحله در دهستان گلیجان قرار دارد و مرکز این دهستان بشمار می‌آید. بر اساس سرشماری مرکز آمار ایران در سال ۱۳۹۵، جمعیت آن ۲۳۹۵ نفر (۸۴۸ خانوار) بوده بعنوان بزرگترین روستای تنکابن و حتی استان مازندران می‌باشد.

اکثر اهالی روستا به باغداری(مرکبات و کیوی) و در زراعت برنج و تولید گیاهان زینتی مشغول هستند.                                       
افراد بزرگی و نامداری در این روستا رشد و در سطح منطقه و حتی ایران معروف شدند. همچون #پروفسور مسلم بهادری در علم پزشکی و #مدیر عبدالهی (پیشگام تعلیم و تربیت مدارس و فرهنگ منطقه تنکابن)، کدخدا موسی پورقاسم و کدخدا شفیع بهادری و دیگر بزرگان و مداحان معروف (پورقاسم و ظهیری) و نام‌آوران هنر ، علوم و ورزش (سلیمان کوهستانی) و (عباس عبدالهی رزمی کار).                  
روستای بزرگ زنگیشامحله دارای خانه بهداشت و درمانگاه شبانه‌روزی مجهز به دندانپزشک و سالن ورزشی و داری یکی از مجهزترین تعاونی کشاورزی ممتاز روستایی در منطقه غرب مازندران و همچنین از اولین روستاهای دارای مهدکودک استان مازندران از سال ۱۳۵۱ میباشد.
از کارگاه‌ها و کارخانه‌های تولیدی میتوان به نساجی و تولید انواع جعبه پلاستیکی اشاره کرد.
ضمنا این روستا دارای بانک ، دفتر پیشخوان دولت و چندین آژانس تاکسی میباشد.
از آثار و بناهای قدیمی در این روستا پل خشتی مربوط به دوره اواخر قاجار که از مکان های ثبت شده تنکابن بوده که بر سر راه قدیم خرم آباد تنکابن به رامسر از مسیر دهستان گلیجان میباشد.

## تبارشناسی
از معروفترین و پرجمعیت‌ترین خاندان‌های قدیمی این روستا میتوان به عبدالهی(عبدالهیان)، پورقاسم(قاسمپور)، بهادری، ظهیری، قنبری، پورعینی، کوهستانی، بینش ، مرادی ، رستمپور,اشکور وکیلی و ساکنان مهاجر قدیمی از الموت ، طالقان و اشکورات اشاره نمود.